# デーモン・ナイト
デーモン・フランシス・ナイト（英語: Damon Francis Knight、1922年9月19日 - 2002年4月15日）はアメリカ合衆国のSF作家、編集者、文芸評論家であり、SFファンである。

## 経歴
1922年9月19日にオレゴン州ベーカーシティで生まれ、その後フッドリバーへ移り住んだ。
プロとして初めて売れた作品は、SF雑誌アメージング・ストーリーズ誌に掲載されたマンガだった。最初の小説 "Resilience" は1941年に発表されたが、編集ミスで結末部分が不可解なものになってしまっていた。後にその小説は別の媒体に本来の内容で掲載された。
最初の小説を書いたころはニューヨーク州に住んでいて、フューチャリアンズのメンバーだった。会員にはアイザック・アシモフ、フレデリック・ポール、C・M・コーンブルース、ジュディス・メリル、ドナルド・A・ウォルハイム、ジェイムズ・ブリッシュ、H・ビーム・パイパーらがいた。
ナイトの短編小説の1つにSFファングループが超常的な分裂をするという話があり、それにはフューチャリアンズのメンバーが若干名前を変えて登場していた。例えば、H・B・パイパー（H. Beam Piper）は「H・D・ファイファー」（ "H. Dreyne Fifer"）という名前に変えられていた。
様々な雑誌で書評を連載するうちにSF評論家として有名になった。1945年にはA・E・ヴァン・ヴォークトを「（彼は）よく言われるような巨匠 (giant) ではない。彼は単に巨大なタイプライターを使っている小人だ」と評した。9年後、出版社が彼の書評をそのまま掲載することを拒んだため、書評をやめた。それらの書評は後に「驚異の追求 (In Search of Wonder)」として本の形で出版された。
1956年刊行のSF評論をまとめた著書『驚異の探求』でヒューゴー賞を受賞。1965年のアメリカSFファンタジー作家協会 (SFWA) の創設者でもあり、初代会長となった。
ファンタジーのファン団体 (National Fantasy Fan Federation) の創設にも関わり、作家育成のためのワークショップ（ミルフォードワークショップとクラリオン・ワークショップ）の設立にも、SF作家である妻のケイト・ウィルヘルムとともに、関わった。ペンシルベニア州ミルフォード、オレゴン州ユージーンに住んでいた。
1965年、ナイトはChilton Booksで編集者として働き始めた。そのころアナログ誌に掲載された Dune World を読み、フランク・ハーバートに連絡を取って『デューン』の出版を決断した。Chilton での出版が決まるまでに12の出版社で出版を断られていたという。皮肉なことに、この本は初版があまり売れず出版費用もかさんだため、Chilton は素晴らしい目利きだったナイトを解雇した。
ナイトはオリジナル編集のSFアンソロジーシリーズ『オービット』（en:Orbit (anthology series)）を1966年から1975年まで20巻を刊行した。R・A・ラファティ、ジーン・ウルフ、ケイト・ウィルヘルム、ジョアンナ・ラスが同誌の常連執筆者だった。
SFWAは、生涯に渡るSFへの貢献を表彰する「グランド・マスター賞」を1994年にデーモン・ナイトに贈り、2002年にナイトが亡くなるとそれをデーモン・ナイト記念グランド・マスター賞と改称した。
ナイトの作品の中では短編「人類供応法」が最も有名で、『トワイライト・ゾーン』のエピソードにも採用された。
ナイトは「第二種イディオット・プロット」"second-order idiot plot"という用語を考案したことでも知られている。これは、「関係者全員が馬鹿でなければ成り立たない」ようなプロットをイディオット（馬鹿）・プロットと呼ぶ（ちなみにナイトによれば、この言葉を発明したのはジェイムズ・ブリッシュである）ことを受けて、「関係者だけでなく、社会全体のあらゆる人々が一級の馬鹿でなければ成り立たない」ようなプロットを指している。

## 主な日本語訳作品

### 短編集
- ディオ Dio（日本独自編集、1982年　大野万紀編、大野万紀他訳、青心社）
  - 目には目を An Eye for a What? (1957)
  - あの火星人をつかまえろ Catch that Martian (1952)
  - 四身一体 Four in One (1953)
  - 壷の中の男 Man in The Jar (1957)
  - 時を駆ける Extempore (1956)
  - 何なりと御質問を Ask Me Anything (1951)
  - ディオ Dio (1957)

### 短編
- 虎に乗る Tiger Ride (1948)、ジェイムズ・ブリッシュと合作
- 男と女 Not With a Bang (1949)
- 人類供応法 To Serve Man (1950)
- 楽園の切符 Ticket to Anywhere (1952)
- 心にひそむもの The Analogues (1952)
- バベル2 Babel II (1953)
- 黄金律 Rule Golden (1954)
- 早熟 Special Delivery (1953)
- 王者の祈り The Country of the Kind (1955)
- むかしをいまに Backward, O Time (1956)
- 異星人ステーション Stranger Station (1956)
- 最後のことば The Last Word (1956)
- 敵 The Enemy (1957)
- 吸血鬼 Eripmav (1958)
- 奇妙な届けもの Thing of Beauty (1958)
- 人形使い The Handler (1960)[† 1]
- 死刑宣告 Auto-Da-Fé (1961)
- おみやげはこちら The Big Pat Boom (1963)
- 寸法通りの女 Maid to Measure (1964)
- 神の鼻 God's Nose (1964)
- 最後の審判 Shall the Dust Praise Thee? (1967)
- 仮面（マスク） Masks (1968)
- アイ・シー・ユー I See You (1976)
- 永遠 Forever (1981)
- 輪舞 La Ronde (1983)

### 編集
- ザ・ベスト・フロム・オービット (上) デーモン・ナイト (編集), 浅倉久志 (翻訳)　NW-SF社(NW-SFシリーズ)  1984

## 書誌
1. ↑  伊藤典夫 訳、ジュディス・メリル編、創元SF文庫、東京創元社、『SF ベスト・オブ・ベスト 下』所収、ISBN 978-4-488-61309-9